# Carlos Salcido
Carlos Arnoldo Salcido Flores (Ocotlán, 2 aprile 1980) è un ex calciatore messicano, di ruolo difensore.

## Carriera
Ha cominciato la sua carriera al Chivas Guadalajara, debuttando nel 2001. Ambidestro, si è messo in luce con la maglia della sua nazionale alla FIFA Confederations Cup 2005, rassegna dove ha giocato sempre da titolare. Nel 2006, convocato da Lavolpe, ha partecipato ai Mondiali in Germania. Al termine della rassegna (10 luglio) è stato acquistato dal PSV, che gli ha fatto firmare un contratto di quattro anni.
A fine agosto 2010 passa alla società inglese del Fulham, con la quale firma un contratto triennale.
Il 17 agosto 2011 viene ceduto in prestito ai messicani del Tigres.

## Palmarès

### Club

#### Competizioni nazionali
- Campionato olandese: 2

PSV: 2006-2007, 2007-2008
- Supercoppa dei Paesi Bassi: 1

PSV: 2008
- Coppa del Messico: 2

Guadalajara: Apertura 2015, Clausura 2017

#### Competizioni internazionali
- CONCACAF Champions League: 1

Pachuca: 2018

### Nazionale
- Gold Cup: 1

2011
- Oro olimpico: 1

Londra 2012